# Сподње Прапрече
Сподње Прапрече (словен. Spodnje Prapreče) је насељено место у општини Луковица, Средњесловенска регија, Словенија.

## Историја
До територијалне реорганизације у Словенији било је у саставу старе општине Домжале.

## Становништво
У попису становништва из 2011. године, Сподње Прапрече је имало 179 становника.
| Број становника према пописима | Број становника према пописима | Број становника према пописима |
| ------------------------------ | ------------------------------ | ------------------------------ |
| 1991                           | 2002                           | 2011                           |
| 111                            | 146                            | 179                            |

Напомена: Године 2006. извршена је мања размена територије између насеља Луковица при Домжалах и Сподње Прапрече.